# Der Wetterwart
Der Wetterwart ist ein deutsches Stummfilmkammerspiel aus dem Jahre 1923 von Carl Froelich.

## Handlung
Das (weitgehende) Vier-Personen-Stück handelt von einer namentlich nicht bezeichneten Dame, die ebenso mondän und attraktiv wie gedanken- und seelenlos handelt. Sie spielt gern mit den Männern und legt dabei bisweilen einen kalten Sadismus an den Tag. Einer der sie anbetenden Männer, die ihren Weg kreuzen, ist der Baron, den sie in einem winterlichen Berg- und Kurhotel kennenlernt. Dieser Mann, eine Mischung aus Sportsmann, Flieger und vollendetem Trottel erzählt ihr eines Tages von der Wetterstation hoch auf dem Bergrücken, wo ein alter, seit kurzem verwitweter Gelehrter mit seinem kaum volljährigen Sohn sich ganz den meteorologischen Forschungen hingebe. An den beiden, so der Baron, werde sie, die „Ladykillerin“, sich garantiert die Zähne ausbeißen, denn diese zwei Männer hätten ganz anderes im Sinn und besäßen garantiert kein Interesse an ihren Verführungsspielchen. Damit ist das Interesse und der Jagdinstinkt der Dame geweckt.
Als der Baron am folgenden Morgen mit seiner Maschine zu einem kleinen Rundflug startet, im Rahmen dessen er auch die Wetterstation zu passieren gedenkt, schließt sich die interessierte Dame an. Nun aber will die schöne Frau aufs Ganze gehen und den Wetterwart nebst Sohn persönlich kennenlernen. Der Baron, längst zum willfährigen, dummen August der Dame geworden, schließt sich ihr notgedrungen an. Die Dame täuscht eine Verstauchung am Fuß vor und macht den Einsiedlern auf ihrer Station weis, dass sie so schnell diesen Ort nicht wieder verlassen könne. Der Baron, der aufgrund des begrenzten Platzes eine sehr unbequeme erste Nacht verbracht hat, entschließt sich am nächsten Morgen, wieder ins Tal zurückzufliegen, zumal er hier eh nur das fünfte Rad am Wagen ist.
Die Dame beginnt nun ihren Charme spielen zu lassen und zündelt mit den Gefühlen der beiden Männer, die seit langem schon keine fremde Frau mehr um sich herum hatten. Der alte, knorrige Wetterwart beginnt ebenso Interesse für dieses aus einer gänzlich anderen Welt stammenden Wesen zu entwickeln wie auch der 18-jährige Sohn, dessen Glut für die Dame rasch entfacht ist. Der Junior, der diesem gefährlichen Spiel dieser Frau nicht gewachsen ist und sich Dinge allzu sehr zu Herzen nimmt, wird eines Morgens von seinem Vater erfroren im Schnee vor der Wetterstation aufgefunden. Er hat sich freiwillig dem Kältetod ausgeliefert, da er wohl glaubte, bei ihr anders als sein Vater keine Chance zu haben. Erst jetzt wird Madame klar, welche Auswirkung ihr Handeln hat. Bald darauf treffen mehrere Bergführer ein, die die Dame wieder heil ins Tal, in ihr Kurhotel, geleiten sollen. Die Dame, die sich ernsthaft ein Leben an der Seite des Wetterwarts vorstellen kann, erlebt nun erstmals eine Zurückweisung. Nicht nur, dass der Mann ihr Begehren, zu bleiben, ablehnt; voller Verachtung mahnt er bezüglich ihrer Abreise sogar zur Eile.

## Produktionsnotizen
Der Wetterwart entstand im Winter 1922/23, passierte am 28. April 1923 die Filmzensur und erhielt Jugendverbot. Die Uraufführung erfolgte noch im selben Jahr. Der Sechsakter maß eine Länge von 2276 Metern. 
Die Filmbauten schufen Hans Sohnle und Otto Erdmann, dessen erste Arbeit dies offensichtlich war.  Die verhältnismäßig große Anzahl von Kameraleuten wurde bedingt durch die diversen Spezialaufnehmen (in der Bergwelt, aus dem Flugzeug etc.).

## Kritik
In Wiens Neue Freie Presse hieß es in der Ausgabe vom 29. Januar 1924: "Ein Kammerspiel von höchster Qualität, anscheinend die Frucht neuester … zum Sieg gelangender Kunsttendenzen des deutschen Films. (…) Dieser Film ist einer der besten, die wir jemals sahen. Die Regie verdient höchstes Lob. Die Bilder der Gletscherwelt und besonders die Aufnahmen aus dem Flugzeug sind unerhört, sind überwältigend. In die Darstellung teilen sich Mady Christian (die Dame), Albert Steinrück (der Wetterwart), Hans Brausewetter (sein Sohn) und Julius Falkenstein (der Baron). Ihre Leistungen sind schlechthin vollendet."